# Шобесбергер, Филипп
Филипп Шобесбергер (нем. Philipp Schobesberger; род. 10 декабря 1993 года, Вена, Австрия) — австрийский футболист, полузащитник клуба «Оудт».

## Клубная карьера

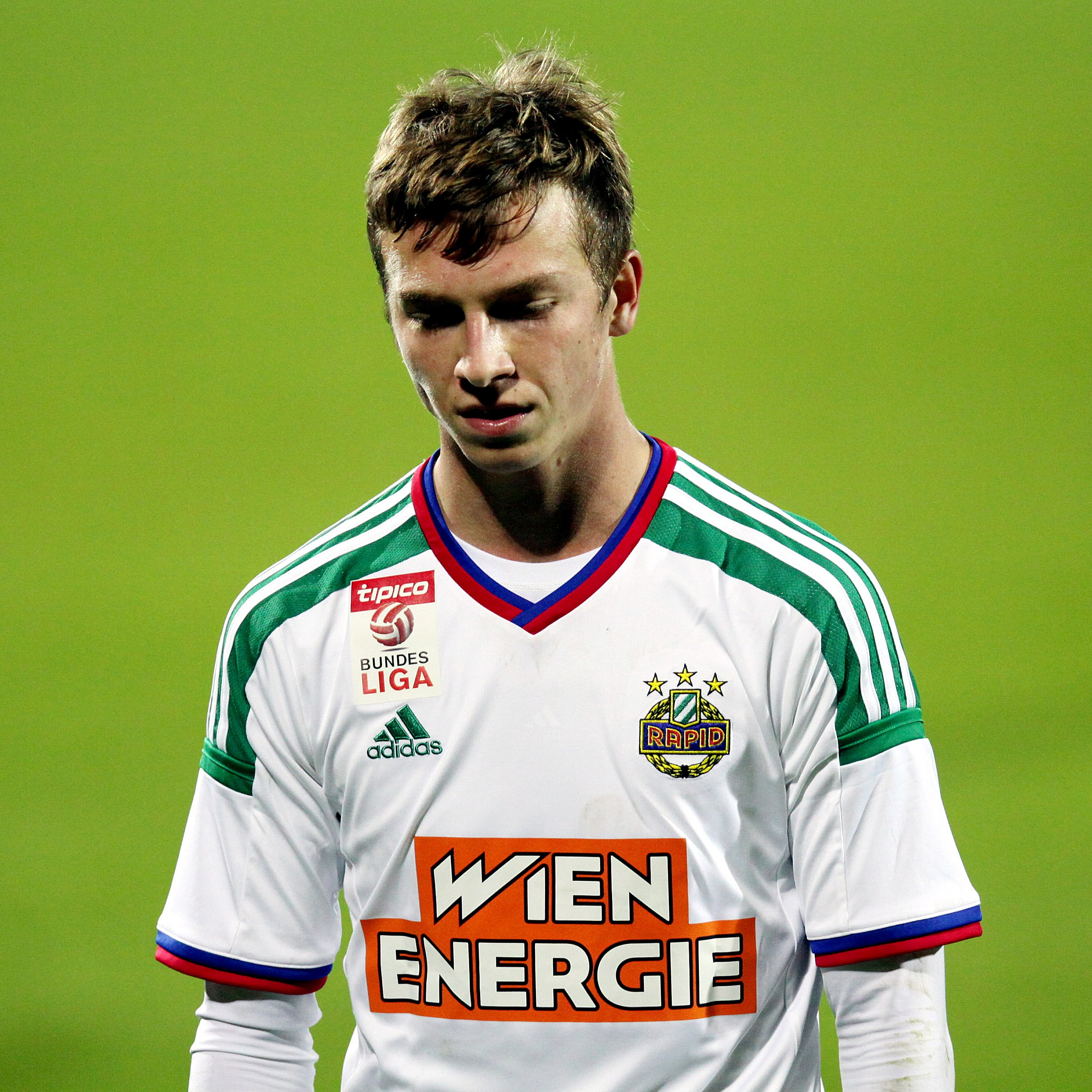
Шобесбергер в составе «Рапида»

Шобесбергер начал профессиональную карьеру в клубе «Пашинг». В 2011 году он дебютировал за основной состав в Региональной лиге Австрии. В 2013 году Филип помог команде завоевать Кубок Австрии. Летом 2014 года Шобесбергер перешёл в столичный «Рапид». 19 июля в матче против «Ред Булл Зальцбург» он дебютировал в австрийской Бундеслиге. 14 марта 2015 года в поединке против «Грёдига» Филип забил свой первый гол за «Рапид». 5 ноября в матче Лиги Европы против «Виктории Пльзень» он сделал «дубль».

## Международная карьера
9 октября 2017 года в отборочном матче чемпионата мира 2018 против сборной Молдавии Шобесбергер дебютировал за сборную Австрии.

## Достижения
Командные
 «Пашинг»
- Обладатель Кубка Австрии — 2012/2013